# Andoni Ayarza
Andoni Ayarza Zallo (Madrid, España, 12 de septiembre de 1965) es un exfutbolista, periodista y director deportivo español. Jugaba en la demarcación de defensa y sus equipos profesionales fueron el Athletic Club, el Real Valladolid, el Rayo Vallecano, el Club Atlético Marbella y el Barakaldo CF. Durante su trayectoria deportiva jugó 112 partidos de Primera División y 128 de Segunda División.

## Trayectoria
Ayarza nació circunstancialmente en Madrid, aunque es natural de Derio. Incluso, otras fuentes mencionan los municipios vizcaínos de Derio y Villaro como lugar de nacimiento.
Formado como futbolista en la cantera del seminario de Derio yAthletic Club, en 1984 subió al Bilbao Athletic. El 29 de agosto de 1987 debutó en el primer equipo, en San Mamés ante el RCD Mallorca, bajo las órdenes de Howard Kendall en un partido que terminó con el resultado de 2 a 1 a favor del equipo vasco. 
De cara a la temporada 1989/90, recaló en el Real Valladolid CF en calidad de cedido. En el club pucelano jugó dos campañas en las que, sumando todas las competiciones, intervino en un total de 53 partidos y anotó 4 goles. En verano de 1991 regresó al Athletic Club y cuajó su mejor temporada como rojiblanco. Participó en 20 partidos de Liga y otros 7 de Copa.
En la pretemporada de la 92/93, Ayarza fue intervenido quirúrgicamente por una lesión de menisco; tras su recuperación, el técnico Jupp Heynckes decidió alinearlo solamente en partidos amistosos contra equipos de menor entidad. Por eso, en marzo de 1993 fue traspasado al Rayo Vallecano por unos 20 millones de pesetas. En el club madrileño pasó dos temporadas en las que disputó sólo 29 partidos.
En verano de 1994 Ayarza se incorporó al Club Atlético Marbella, de Segunda División. Allí disputó cerca de 30 partidos por temporada durante dos campañas. Tras el descenso del equipo marbellí, en 1996, el futbolista jugó un año en el Barakaldo Club de Fútbol, de la Segunda División B. Al concluir la temporada 96/97, Ayarza colgó las botas.
Después de su retirada, ejerció como periodista deportivo en El Correo después de licenciarse en Periodismo. Después de la victoria electoral de Aitor Elizegi, se incorporó como secretario técnico del Athletic Club junto a Rafael Alkorta.

## Selección nacional
Andoni Ayarza jugó, entre 1986 y 1988, cuatro partidos con la selección española sub-21.

## Estadísticas
| Club                     | Categoría          | País   | Año       | Partidos | Goles |
| ------------------------ | ------------------ | ------ | --------- | -------- | ----- |
| Bilbao Athletic          | Segunda División   | España | 1984-1985 | 16       | 1     |
| Bilbao Athletic          | Segunda División   | España | 1985-1986 | 32       | 2     |
| Bilbao Athletic          | Segunda División   | España | 1986-1987 | 22       | 2     |
| Athletic Club            | Primera División   | España | 1987-1988 | 19       | 1     |
| Athletic Club            | Primera División   | España | 1988-1989 | 7        | 0     |
| Real Valladolid          | Primera División   | España | 1989-1990 | 17       | 0     |
| Real Valladolid          | Primera División   | España | 1990-1991 | 22       | 1     |
| Athletic Club            | Primera División   | España | 1991-1992 | 20       | 2     |
| Athletic Club            | Primera División   | España | 1992-1993 | 0        | 0     |
| Rayo Vallecano           | Primera División   | España | 1993      | 9        | 0     |
| Rayo Vallecano           | Primera División   | España | 1993-1994 | 18       | 0     |
| Club Atlético Marbella   | Segunda División   | España | 1994-1995 | 28       | 2     |
| Club Atlético Marbella   | Segunda División   | España | 1995-1996 | 30       | 3     |
| Barakaldo Club de Fútbol | Segunda División B | España | 1996-1997 | 19       | 0     |